# 레지널드 앨릭 마틴
레지널드 앨릭 마틴(Reginald Alec Martin, 1908년 ~ 1971년)은 영국의 아동소설 작가이다. 주로 E. C. 엘리엇(E. C. Eliott), 렉스 딕슨(Rex Dixon) 등의 필명으로 활동했다.
엘리엇이라는 필명으로는 아동용 SF인 켐로 시리즈를 썼고, 딕슨이라는 필명으로는 아동용 웨스턴 모험소설 포코모토 시리즈를 썼다.